# Альбельда, Давид
Дави́д Альбе́льда Алике́с (исп. David Albelda Aliqués; род. 1 сентября 1977, Пуэбла-Ларга, Валенсия, Испания) — испанский футболист, опорный полузащитник. Выступал за сборную Испании. Выступал за Валенсию на протяжении 15 лет карьеры.

## Клубная карьера
Альбельда — воспитанник кантеры «Валенсии», поначалу выступал на месте центрального защитника.
На время отдавался в аренду в «Вильярреал» и вернулся оттуда в 1998 году. Тут же получил перелом ноги, но вернулся в основной состав как раз в тот момент, когда «летучие мыши» подписали Бараху. После перехода в «Валенсию» Альбельда по-настоящему раскрылся в 2001 году в команде Эктора Купера, когда блестяще играл и в чемпионате страны, и в Лиге чемпионов. В 2003 году Альбельда стал капитаном «Валенсии», приняв капитанскую повязку у Сантьяго Канисареса.
Альбельда, наряду с Барахой, Висенте и Канисаресом, внёс наибольший вклад в успехи «Валенсии» при Рафаэле Бенитесе — новом тренере, сменившем Купера. За три сезона Валенсия выиграла 2 титула чемпионов Испании (2002 и 2004) и Кубок УЕФА (2004). В это время связка центральных полузащитников Альбельда — Бараха считалась одной из лучших в европейском футболе.
В декабре 2007 года Рональд Куман, пришедший на тренерский пост «Валенсии» по ходу сезона 2007/08, отстранил Альбельду и двоих его одноклубников (Канисареса и Ангуло) от занятий с основной командой. Согласно правилам испанской лиги, Альбельда, проведший к тому времени более 4 матчей в чемпионате, в зимнее трансферное окно не мог перейти в другую испанскую команду, а удовлетворивших его предложений из-за рубежа не поступило.
В апреле 2008 года, после увольнения голландского тренера, Давид был возвращён в состав. Его первый матч после перерыва пришёлся на унизительное поражение от «Барселоны» со счетом 6:0, однако в дальнейших играх он всё-таки смог помочь команде уйти из опасной зоны в таблице чемпионата Испании.
После истории с отстранением Альбельда потерял капитанскую повязку, но, несмотря на это, остался игроком основы «Валенсии».
Альбельда выступал за «летучих мышей» до конца сезона 2012/13, пока главным тренером «Валенсии» не стал Мирослав Дкукич, заявивший, что не видит Альбельду в основном составе команды, в связи с чем контракт с игроком продлён не был и он покинул клуб, в котором провёл 18 лет. По числу матчей, сыгранных за «Валенсию» (485), Альбельда уступает лишь Рикардо Ариасу и Фернандо Гомесу Коломеру.
В августе 2013 года Давид Альбельда принял решение о завершении профессиональной карьеры.

## Сборная
- Участвовал в юношеском чемпионате мира 1997 года и выиграл серебряную медаль олимпийского турнира в Сиднее-2000.
- Первый матч за взрослую сборную Испании: 05.09.2001 года против Лихтенштейна, 2:0 (Вадуц).
- Последний матч в составе «красной фурии» сыграл 6 февраля 2008 года, не имея игровой практики в клубе из-за решения Кумана. Однако в дальнейшем четырёхмесячный простой сыграл свою роль — Альбельда не попал в заявку сборной Испании на Евро-2008, ставший триумфальным для подопечных Луиса Арагонеса.

## Командные достижения
Валенсия
- Чемпион Испании: 2001/02, 2003/04
- Обладатель Кубка Испании: 2007/08
- Обладатель Суперкубка Испании: 1999
- Обладатель Кубка УЕФА: 2003/04
- Обладатель Суперкубка УЕФА: 2004
- Финалист Лиги чемпионов: 1999/2000, 2000/01
- Бронзовый призёр чемпионата Испании: 1999/2000, 2005/06, 2009/10, 2010/11, 2011/12

Сборная Испании
- Серебряный призёр Олимпийских игр: 2000

## Статистика
| Клуб              | Сезон            | Лига | Лига | Кубки | Кубки | Еврокубки | Еврокубки | Прочие | Прочие | Итого | Итого |
| Клуб              | Сезон            | Игры | Голы | Игры  | Голы  | Игры      | Голы      | Игры   | Голы   | Игры  | Голы  |
| ----------------- | ---------------- | ---- | ---- | ----- | ----- | --------- | --------- | ------ | ------ | ----- | ----- |
| Валенсия Месталья | 1995/96          | 31   | 4    | 0     | 0     | 0         | 0         | 0      | 0      | 31    | 4     |
| Валенсия Месталья | Итого            | 31   | 4    | 0     | 0     | 0         | 0         | 0      | 0      | 31    | 4     |
| Валенсия          | 1997/98          | 5    | 0    | 0     | 0     | 0         | 0         | 0      | 0      | 5     | 0     |
| Валенсия          | 1999/00          | 21   | 0    | 1     | 0     | 11        | 0         | 2      | 1      | 35    | 1     |
| Валенсия          | 2000/01          | 21   | 0    | 0     | 0     | 13        | 0         | 0      | 0      | 34    | 0     |
| Валенсия          | 2001/02          | 32   | 2    | 0     | 0     | 7         | 1         | 0      | 0      | 39    | 3     |
| Валенсия          | 2002/03          | 26   | 0    | 0     | 0     | 11        | 0         | 0      | 0      | 37    | 0     |
| Валенсия          | 2003/04          | 33   | 1    | 3     | 0     | 8         | 1         | 0      | 0      | 44    | 2     |
| Валенсия          | 2004/05          | 28   | 0    | 1     | 0     | 6         | 0         | 3      | 0      | 38    | 0     |
| Валенсия          | 2005/06          | 32   | 2    | 3     | 0     | 5         | 0         | 0      | 0      | 40    | 2     |
| Валенсия          | 2006/07          | 25   | 0    | 2     | 0     | 7         | 0         | 0      | 0      | 34    | 0     |
| Валенсия          | 2007/08          | 15   | 0    | 0     | 0     | 6         | 0         | 0      | 0      | 21    | 0     |
| Валенсия          | 2008/09          | 30   | 0    | 3     | 0     | 5         | 0         | 2      | 0      | 40    | 0     |
| Валенсия          | 2009/10          | 28   | 1    | 1     | 0     | 6         | 0         | 0      | 0      | 35    | 1     |
| Валенсия          | 2010/11          | 16   | 0    | 2     | 0     | 4         | 0         | 0      | 0      | 22    | 0     |
| Валенсия          | 2011/12          | 21   | 0    | 7     | 0     | 6         | 0         | 0      | 0      | 34    | 0     |
| Валенсия          | 2012/13          | 18   | 0    | 4     | 0     | 5         | 0         | 0      | 0      | 27    | 0     |
| Валенсия          | Итого            | 351  | 6    | 27    | 0     | 100       | 2         | 7      | 1      | 485   | 9     |
| → Вильярреал      | 1996/97          | 34   | 0    | 5     | 0     | 0         | 0         | 0      | 0      | 39    | 0     |
| → Вильярреал      | 1998/99          | 35   | 2    | 4     | 0     | 0         | 0         | 0      | 0      | 39    | 2     |
| → Вильярреал      | Итого            | 69   | 2    | 9     | 0     | 0         | 0         | 0      | 0      | 78    | 2     |
| Всего за карьеру  | Всего за карьеру | 451  | 12   | 36    | 0     | 100       | 2         | 7      | 1      | 594   | 15    |